# 沃德·克莱德·阿利
沃德·克莱德·阿利（Warder Clyde Allee，1885年6月5日—1955年3月18日），生於印第安纳州布盧明代爾，美国动物学家和生态学家，芝加哥大学教授，以研究动物的社会行为和集群而著名并发现了生态学中的阿利效应。
阿利曾在芝加哥大学、伊利诺伊大学厄巴纳-尚佩恩分校、奧克拉荷馬大學和佛罗里达大学任教。逝世於佛罗里达州盖恩斯维尔。